# Matti Lähde
Matti Ensio Lähde (ur. 14 maja 1911 w Pellisenranta, zm. 2 maja 1978 w Lappeenranta) – fiński biegacz narciarski, złoty medalista olimpijski.

## Kariera
Igrzyska w Garmisch-Partenkirchen w 1936 roku był pierwszymi i zarazem ostatnimi igrzyskami w jego karierze. Wspólnie z Klaesem Karppinenem, Sulo Nurmelą i Kalle Jalkanenem zdobył złoty medal w sztafecie 4 × 10 km. Na tych samych igrzyskach zajął także 15. miejsce w biegu na 18 km techniką klasyczną.
W 1938 roku wystartował na mistrzostwach świata w Lahti, gdzie zajął szesnaste miejsce w biegu na 18 km techniką klasyczną. Był to jego jedyny start na mistrzostwach świata. Ponadto Lähde był trzykrotnie mistrzem Finlandii: w 1935 roku w biegu na 17 km, w 1939 roku w biegu na 18 km oraz w 1945 roku w sztafecie. Wygrał także bieg na 50 km w 1941 roku podczas zawodów Salpausselän Kisat oraz dwukrotnie w Puijo: na 17 km w 1943 roku oraz na 50 w 1946 r. W 1948 roku zajął dziewiąte miejsce w największym i najstarszym szwedzkim maratonie biegowym Bieg Wazów.

## Osiągnięcia

### Igrzyska olimpijskie
| Miejsce | Dzień     | Rok  | Miejscowość            | Konkurencja             | Wynik     | Strata    | Zwycięzca           |
| ------- | --------- | ---- | ---------------------- | ----------------------- | --------- | --------- | ------------------- |
| 1.      | 10 lutego | 1936 | Garmisch-Partenkirchen | Sztafeta 4 × 10 km      | 2:41:33 h | -         | -                   |
| 15.     | 12 lutego | 1936 | Garmisch-Partenkirchen | 18 km stylem klasycznym | 1:14:38 h | +5:43 min | Erik August Larsson |

### Mistrzostwa świata
| Miejsce | Dzień     | Rok  | Miejscowość | Konkurencja             | Czas biegu | Strata | Zwycięzca      |
| ------- | --------- | ---- | ----------- | ----------------------- | ---------- | ------ | -------------- |
| 16.     | 25 lutego | 1938 | Lahti       | 18 km stylem klasycznym | 1:09:37 h  | ?      | Pauli Pitkänen |